# Dresserus subarmatus
Dresserus subarmatus är en spindelart som beskrevs av Albert Tullgren 1910. Dresserus subarmatus ingår i släktet Dresserus och familjen sammetsspindlar. Inga underarter finns listade i Catalogue of Life.